# Qullpa Qucha
Qullpa Qucha, también conocido como el Salar de Vacas, es un salar de Bolivia, ubicado en el municipio de Vacas de la provincia de Arani en el departamento de Cochabamba. Su superficie es de 0,8 km², y se encuentra a 88 km de la ciudad de Cochabamba.
En la temporada de lluvia el salar se convierte en una laguna de agua salada. En los extremos del salar Qullpa Qucha hay pequeños totorales que visitan aves migratorias como los flamencos.
El nombre proviene del idioma quechua, en el que qullpa significa salado o salitre, y qucha significa lago.